# Sarkidiornis sylvicola
El pato crestudo americano (Sarkidiornis sylvicola), también denominado pato crestudo sudamericano o simplemente pato crestudo, es una especie de ave anseriforme de la familia Anatidae encontrada en humedales tropicales de América del Sur. Anteriormente era considerada como subespecie del pato crestudo afroasiático (Sarkidiornis melanotos), pero en la actualidad la mayoría de autoridades taxonómicas lo consideran una especie separada.

## Descripción
Esta especie es común e inconfundible. Es una de las especies de pato más grandes. La longitud puede variar de 56 a 76 cm, la envergadura de 116 a 145 cm y el peso de 1,03 a 2,9 kg. Los adultos tienen la cabeza blanca con manchas oscuras y el cuello y las partes inferiores de blanco puro. Las partes superiores son azul negruzco brillante con iridiscencias azuladas y verdosas especialmente prominente en las plumas secundarias. El macho es mucho más grande que la hembra, y tiene una prominente carúncula sobre el pico. 
Si se ven a la distancia, las aves inmaduras pueden confundirse con el suirirí bicolor (Dendrocygna bicolor). Sin embargo, raramente se ven sin adultos cerca y, por lo tanto, son fáciles de identificar.

## Distribución
Su distribución geográfica comprende gran parte de Panamá y América del Sur al este de los Andes, desde Colombia y Venezuela pasando por Perú, Brasil, Bolivia y Paraguay hasta el norte de Argentina y Uruguay. Se le ha visto al oeste de los Andes en Ecuador y en el norte de Chile.

## Ecología
Se reproduce en pantanos y lagos de agua dulce. Es en gran parte residente, aparte de la dispersión en la estación húmeda.
Se alimenta de vegetación y en menor medida, de peces pequeños, invertebrados y semillas y puede convertirse en un problema para los agricultores de arroz. Son vistos típicamente en bandadas, pequeñas en la estación húmeda y de hasta 100 individuos en la estación seca.